# 鬼怒橋
鬼怒橋（きぬばし）は、栃木県宇都宮市石井町にある、鬼怒川を渡る道路橋。宇都宮市が管理する橋梁であり、以前は国道123号の一部であった。秋田杉を使用した木橋として1915年（大正4年）に初めて架橋され、1931年（昭和6年）に鋼橋として架け替えられた。架橋から90年を経た2021年（令和3年）現在も現役の橋梁として利用されており、土木学会選奨土木遺産に認定されている。

## 歴史
江戸時代、後に鬼怒橋が架けられる地点には石井河岸があり、渡し船が就航していた。この渡し船は、宇都宮城下から常陸国笠間を経て水戸城下へ至る石井道（石井街道）ないしは水戸北街道と呼ばれた街道の一部を成すものであった。
明治時代になると、鬼怒川中流部では鬼怒川橋（後の国道4号）に次いで2番目となる架橋が計画され、1908年（明治41年）4月に着工した。その目的は、鬼怒川で分断されて陸の孤島状態になっていた芳賀郡の産業を発展させることであった。橋は秋田県産のスギとイチイを用い、7年という時間と230,800円という工費をかけて1915年（大正4年）3月に竣工した。架橋に7年もかかったのは、当時の鬼怒川が水量が多く、難工事であったためである。当時の架橋には水橋村（現・芳賀町）出身の栃木県会議員・岡田泉二郎が尽力したことから、芳賀郡の人々は「岡田橋」と呼んで功績を讃えた。また鬼怒橋は宇都宮の名所となり、市内の小学生が遠足で訪れたという。
永久橋として架橋されたものの、木橋のため腐食・老朽化が進み、1930年（昭和5年）6月に鋼橋へ架け替える工事が始まった。およそ244,000円をかけたこの工事は、1931年（昭和6年）9月に完了した。木橋の工事が7年かかったのに対し、鋼橋が1年3か月で竣工したのは、木橋時代の橋脚・橋台を流用したからである。鋼橋は「石井の橋」と呼ばれるようになった。1969年（昭和44年）度に、下流側に幅員2.25 mの側道橋が付加された。
鬼怒橋は国道123号の一部となり、交通量が増大してきたため、鬼怒橋から下流側へ新鬼怒橋が架けられた。新鬼怒橋は上下線で分かれており、上り線は1973年（昭和48年）度、下り線は1990年（平成2年）度に開通した。新鬼怒橋開通に伴い、国道指定は新鬼怒橋に変更され、鬼怒橋は宇都宮市道3146号となった。
2010年（平成22年）度に土木学会選奨土木遺産に選ばれ、2017年（平成29年）度に宇都宮市まちなみ景観賞歴史文化部門を受賞した。この間、2016年（平成28年）にジャパンカップサイクルロードレースが25回目の開催を迎えるのに合わせて、道場宿緑地から鬼怒川沿いを周回する「鬼怒川サイクリングルート周回コース」が日本国と宇都宮市により分担整備され、鬼怒橋がコースの南端部に組み込まれた。定期点検で要修繕と判定されたことから、鋼材の補修・塗装、支承の交換などを伴う大規模修繕工事が2020年（令和2年）に着手され、2022年（令和4年）度まで継続して行われた。

## 構造

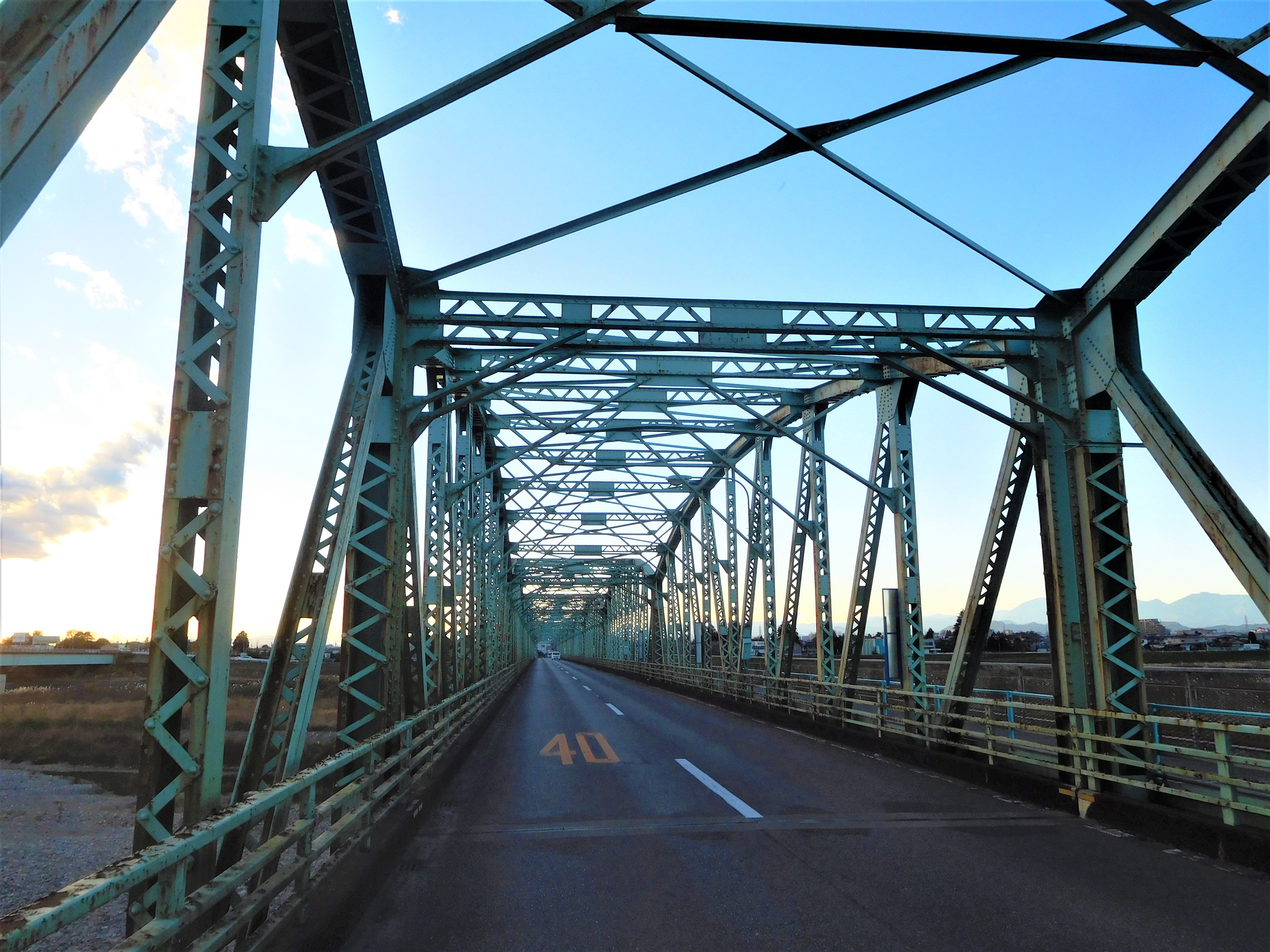
橋上から見たトラス

### 鋼橋
鬼怒橋は下路曲弦鋼プラットトラス橋であり、スパン36.6メートルの15連のトラスで鬼怒川の両岸を結んでいる。15連と言う多径間トラス橋は、日本国内でも屈指の規模であり、本格的に近代的な材料・構造を取り入れた橋である。橋長は559.4メートル、幅員は6.4メートルである。橋脚は煉瓦円形ウェル2基の上に、迫石で補強したアーチ状の切石積を採用したラーメン構造で、木橋時代のものを嵩上げ・継ぎ足して利用している。この橋脚は堅牢で、2020年（令和2年）から行われている工事で補修されるのは14基のうち1基だけである。
設計者は栃木県技師の松田文衛、工事請負者は五月女倉蔵、上部桁の製作は横河橋梁が担当した。建設当時の技術力の高さと美観を兼ね備えた橋として、土木学会選奨土木遺産に選定された。宇都宮市まちなみ景観賞歴史文化部門の受賞理由は「橋梁の構造としての美しさと鬼怒川の自然との調和を併せもつ、歴史の感じられる景観」であることである。

### 木橋（旧橋）
初代の鬼怒橋は、橋長307間5分（≒554メートル）、幅員18尺（≒10.2メートル）の木造トラス橋であった。トラスは15連で、スパンも鋼橋とほぼ同じであった。
橋の構造形式は鋼橋と酷似していたが、西欧の形式を模倣したに過ぎなかった。

## 新鬼怒橋

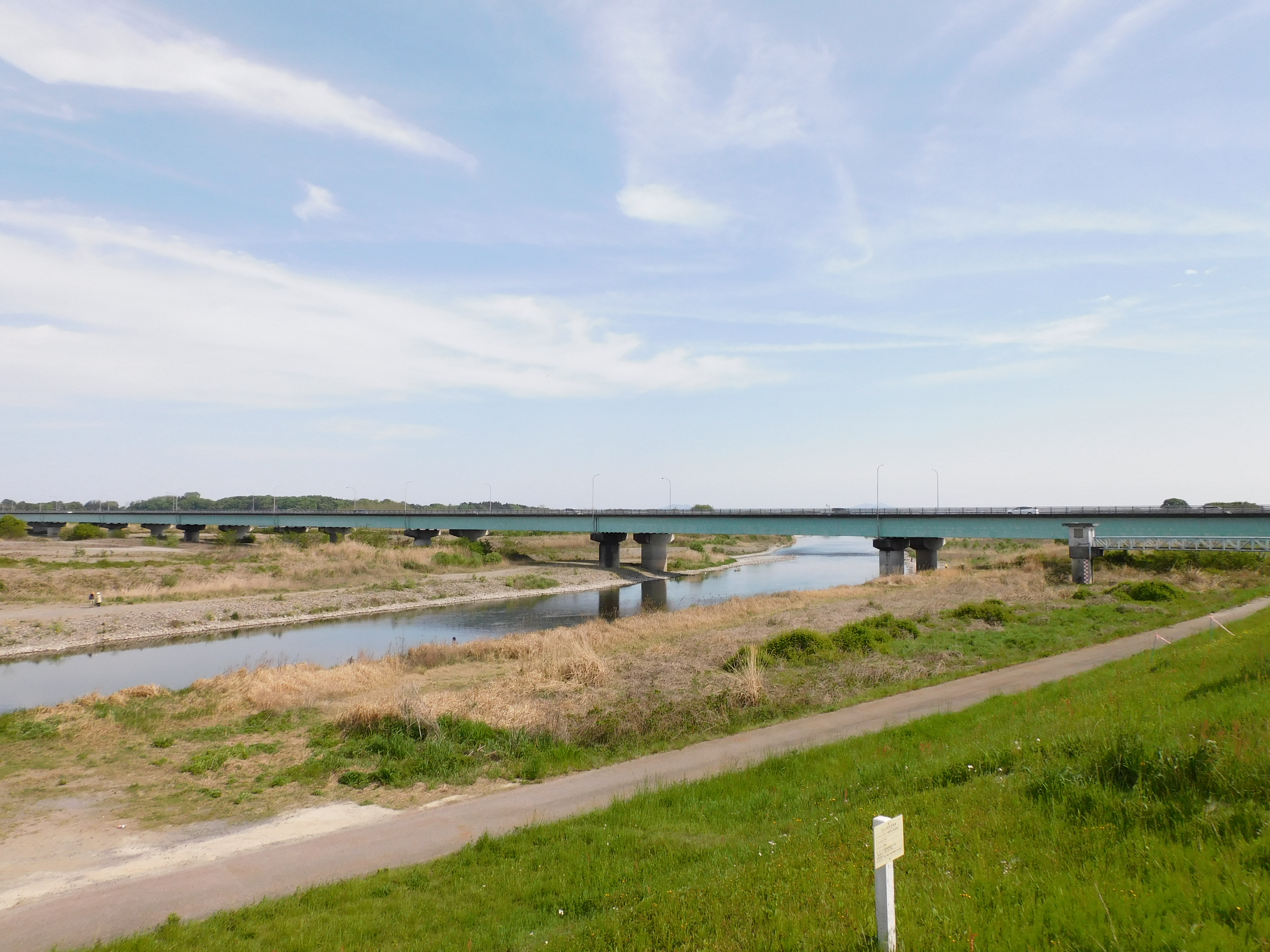
新鬼怒橋

新鬼怒橋（しんきぬばし）は、交通量の増大に対応するために鬼怒橋の下流50メートルの地点に架けられた橋長584.2メートルの連続鋼板桁橋である。上下線で別個の橋となっており、上り線の橋は1973年（昭和48年）度、下り線の橋は1990年（平成2年）度に開通した。栃木県有数の交通渋滞発生地点となっている。